# Arrondissement Bayonne
Arrondissement Bayonne (fr. Arrondissement de Bayonne) je správní územní jednotka ležící v departementu Pyrénées-Atlantiques a regionu Akvitánie ve Francii. Člení se dále na 19 kantonů a 123 obce.

## Kantony
- Anglet-Nord
- Anglet-Sud
- La Bastide-Clairence
- Bayonne-Est
- Bayonne-Nord
- Bayonne-Ouest
- Biarritz-Est
- Biarritz-Ouest
- Bidache
- Espelette
- Hasparren
- Hendaye
- Iholdy
- Saint-Étienne-de-Baïgorry
- Saint-Jean-de-Luz
- Saint-Jean-Pied-de-Port
- Saint-Palais
- Saint-Pierre-d'Irube
- Ustaritz